# منوچهر انصاری
منوچهر انصاری (زادهٔ ۱۳۲۵ – درگذشتهٔ ۲۱ مرداد ۱۴۰۱) نوازندهٔ ویلن و موسیقی‌دان اهل ایران بود. او کنسرت مایستر سابقِ ارکسترهایی نظیر ارکستر سمفونیک تهران، ارکستر مجلسی صدا و سیما و ارکستر ملی ایران بود.

## زندگی‌نامه
منوچهر انصاری در سال ۱۳۲۵ در تهران متولد شد. او در سال ۱۳۳۸ با تشویق پدر و دایی خود وارد هنرستان موسیقی شد. پس از ورود به هنرستان فراگیری ویلن را نزد والودیا تارخانیان آغاز کرد در ادامه تا مرحله دریافت دیپلم تحت تعلیم حشمت سنجری و پس از آن تا دریافت لیسانس از کلاس‌های سرژ خوتسیف بهره برد.
پس از فارغ‌التحصیلی از هنرستان راهی کشور بلژیک شد و در کنسرواتوار سلطنتی بروکسل به مدت ۲ سال به تکمیل فراگیری ویلن پرداخت. او در سال ۱۳۵۵ از دورهٔ تکمیلی موسیقی اسپانیایی در شهر سانتیاگو دکومپوستلا تحت نظر «آگوستین لئون آرا» و در سال ۱۳۵۶ از دورهٔ تکمیلی نزد مانوئل دوفایا بهره جُست. وی در سال ۱۳۵۷ موفق به دریافت دیپلم رشتهٔموسیقی مجلسی از کلاس «وان‌دن دوران» و دیپلم رشتهٔ تجزیه و تحلیل موسیقی کلاسیک گردید. در ادامه به شهر نیس فرانسه سفر کرد و در «آکادمی بین‌المللی نیس» نزد نوازندهٔ ویلن بلژیکی «موریس راسکن» آموخته‌های خود را تکمیل و دیپلم آکادمی را دریافت کرد.
در بیستمین جشنوارهٔ موسیقی فجر که بهمن ۱۳۸۳ برگزار شد با اهداء لوح تقدیر و جایزه، از منوچهر انصاری تجلیل شد. همچنین در دومین دورهٔ سال‌نوای موسیقی ایران که ۷ بهمن ۱۳۹۵ در تالار خلیج فارس بنیاد آفرینش‌های هنری نیاوران (فرهنگسرای نیاوران) تهران برگزار گردید، از منوچهر انصاری با اهداء لوح و تندیس «سال نوا» تقدیر به عمل آمد.

## فعالیت‌های هنری
از جمله فعالیت‌های هنری منوچهر انصاری، به موارد زیر می‌توان اشاره کرد:
اجرا در کنسرت‌های مختلف (دوئت، تریو، کوارتت و …)، همکاری با ارکستر مجلسی صدا و سیما به عنوان کنسرت مایستر - ۱۳۵۷، همکاری با ارکستر سمفونیک تهران به عنوان کنسرت مایستر - ۱۳۶۵ تا ۱۳۶۹، همکاری با ارکستر ملی ایران به رهبری فرهاد فخرالدینی به عنوان کنسرت مایستر، تدریس در هنرستان موسیقی پسران و دختران از ۱۳۷۰

## درگذشت
منوچهر انصاری، ۲۱ مرداد ۱۴۰۱ در سن ۷۶ سالگی به دلیل ابتلا به بیماری کرونا درگذشت. پیکر او ۲۲ مرداد ۱۴۰۱، در قطعهٔ هنرمندان بهشت زهرای تهران، در کنار آرامگاهِ فریدون ناصری به خاک سپرده شد.

## آثار
از جمله آثار موسیقی که منوچهر انصاری در آن حضور داشته‌است به آلبوم‌های موسیقی زیر می‌توان اشاره کرد:
- دود عود، به آهنگسازی پرویز مشکاتیان، تنطیم کامبیز روشن‌روان و خوانندگی محمدرضا شجریان
- دلاویزترین، به آهنگسازی محمد سریر و خوانندگی محمد نوری[۸]
- جلوه‌های ماندگار، به آهنگسازی محمد سریر و خوانندگی محمد نوری[۸]
- ساقی نامه ۱ - سوته دلان، به آهنگسازی کامبیز روشن‌روان و خوانندگی شهرام ناظری[۸]
- نسیم صبحگاهی، به آهنگسازی کامبیز روشن‌روان و خوانندگی شهرام ناظری[۹]
- نگاه آسمانی، به آهنگسازی همایون رحیمیان و خوانندگی حسام‌الدین سراج[۸]
- گریه بی‌بهانه، به خوانندگی حسام‌الدین سراج[۸]
- دیدار، به آهنگسازی کامبیز روشن‌روان و خوانندگی محمدرضا ظفرنژاد[۸]
- اشتیاق، به آهنگسازی فرهاد فخرالدینی و خوانندگی علیرضا قربانی[۱۰]
- سریال کیف انگلیسی به آهنگسازی فرهاد فخرالدینی و خوانندگی علیرضا قربانی[۱۱]
- چرخ گردون، به آهنگسازی علی تجویدی، تنظیم فریدون شهبازیان و خوانندگی علی‌اصغر شاه‌زیدی[۱۲]
- گبه، به آهنگسازی حسین علیزاده[۱۳]
- موسم گل، به آهنگسازی محمدرضا درویشی و خوانندگی ایرج بسطامی[۱۴]
- آینه در آینه، به آهنگسازی کامبیز روشن‌روان و خوانندگی بیژن بیژنی[۱۵]
- موسیقی مازندرانی، به آهنگسازی احمد محسن‌پور، تنظیم محمدرضا درویشی و خوانندگی نورالله علیزاده و ابوالحسن خوشرو[۱۶]